# 栗田氏
栗田氏（くりたし、くりたうじ）は、日本の氏族の一つ。

## 信濃栗田氏
信濃栗田氏は、北信地方の武家氏族のひとつ。本姓は清和源氏の一系統の河内源氏頼清流村上氏の支流で、村上為国の子寛覚が顕光寺（延暦寺系山門派）別当となり信濃国水内郡（のち上水内郡）栗田村に住居して栗田氏となった。鎌倉時代から室町時代までは善光寺（園城寺系寺門派）別当職も世襲し、犬猿の関係にあったはずの両派の寺を支配下に置く有力国人となる。
- 治承4年（1180年）9月7日に信濃国市原（当地には市原に該当する地名が見当たらないことから、現在の長野市若里、市村神社南面の犀川渡河地域と考えられている[要出典]）付近で市原合戦が行われた。平家に味方する信濃（中野市笠原）の豪族・笠原平五頼直が源義仲討伐のため、木曾への侵攻を企てた。それを察した源氏方（信濃源氏の名門井上氏の一族）の村山七郎義直や栗田寺別当大法師範覚（長野市栗田）らとの間での戦闘だが決着がつかなかった。この後木曽方が参戦し笠原氏方には越後から城氏が大軍を率いて加勢に駆けつけて横田河原の戦いに発展した[2]。

- 応安2年（1369年）  信濃国守護でもあった関東管領上杉朝房が善光寺（横山城?）に向けて出陣した。そして春山城から氷鉋（長野市川中島中氷鉋）、平柴（長野市安茂里平柴）へと陣を移して転戦したが栗田氏も従わないため攻められた。栗田氏は上杉軍を迎え撃って栗田城西木戸口での合戦となったが制圧された。
- 文明9年（1477年）8月に栗田氏は隣接する領主の漆田秀豊の館（長野駅付近）を攻めて漆田氏を打ち破ったとされている[3]。
- 永正10年（1513年）越後国で長尾為景が高梨氏の応援を得て守護の上杉定実と対立すると、栗田氏は井上氏や海野氏、信濃島津氏らと共に守護方を応援して越後に侵入しようとした。

### 戦国時代
戦国時代初期までは惣領家の村上氏に従っていたが、川中島の戦いでは武田方（善光寺の里栗田）・上杉方（戸隠神社の山栗田）に分裂した。
- 天文22年（1553年）、宗家の村上義清が武田信玄に敗れて越後に逃れると栗田永寿（初代）は武田方に下る。そして武田方に属する60騎の足軽大将となっている。

- 弘治元年（1555年）、第二次川中島の戦いで栗田氏は武田方について旭山城にこもり、武田の増援兵3000人と弓800張、鉄砲300を得て横山城の上杉謙信を牽制した。このため上杉方も葛山城を築いて対抗したとされる。今川義元の仲介で和睦した後、栗田寛久は善光寺本尊を持ち出し、甲斐善光寺へ移った。そのため栗田城は破却された。

### 安土桃山時代
天正10年（1582年）3月に織田・徳川連合軍の甲州征伐により武田氏は滅亡し、栗田国時は越後国へ逃れて上杉謙信・景勝に仕えた。
上杉景勝の会津移封に伴い、栗田国時も信夫郡大森城主(福島県福島市)となり8,300石を与えられた。しかし、慶長5年（1600年）に徳川家康が上杉景勝討伐(会津征伐)へ出陣した際、国時は藤田信吉と共に家康との和睦を主張するが認められず、反戦派は上杉景勝の元から離れ、信濃を目指して出奔した。しかし、大森城の南東・信夫郡伏拝（現在の福島市伏拝）の国境で一行150人余と共に上杉景勝の追っ手によって殺害された。

### 江戸時代
江戸時代に、子孫が庄内藩、水戸藩、松本藩とそれぞれに仕えた。

### 信濃栗田氏関連人物
- 栗田寛覚（）
村上為国の子で栗田氏初代。栗田寺別当大法師範覚とも。
- 栗田永寿（初代）（くりた えいじゅ、生没年不詳）
- 栗田寛久（くりた かんきゅう、天文20年（1551年） - 天正9年3月22日（1581年4月25日））
- 栗田国時（くりた くにとき／かんしゅう、生年不詳 - 慶長5年（1600年））、栗田刑部とも

## 常陸国の栗田氏
本姓は平氏。家系は桓武天皇を祖とする桓武平氏で、常陸国那珂郡の名族。川崎氏の支流にあたり、下小瀬の古城主・川崎次郎の後裔と伝える。茨城郡六地蔵過去帳に栗田又次郎の名を載せる。家紋は丸に二つ引き、女紋としては九曜の星を用いる。水戸藩の栗田寛もこの一族の末裔という。
なお、佐竹氏の家臣としてもこの栗田氏の名が見える。